# Gustave Flourens

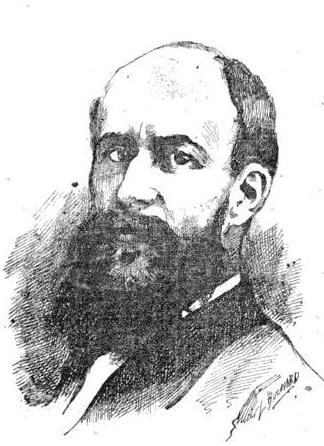
Gustave Flourens

Gustave Flourens és un universitari i polític francès nascut el 1838 a París i mort pels soldats de Versalles a Rueil-Malmaison (no a Chatou) l'abril de 1871. Es tracta d'una personalitat de la Comuna de París.

## Orígens
Era el fill del fisiòleg Pierre Flourens, un professor al Collège de France i diputat el 1838-1839 i el germà gran d'Émile Flourens, futur ministre d'Afers Exteriors de la Tercera República. D'una banda, és besoncle de Bruno Gollnisch, un ex diputat del Roine.

## Carrera
Professor del Collège de France el 1863 a l'edat de 25 anys, va ser responsable de processar la l'Histoire des races humaines en què les seves opinions antireligioses i anti-bonapartistes al dugueren a la prohibició després d'un any d'exercici. Llavors, publicà les seves lliçons sota el títol d'Histoire de l'homme.

## Vida política

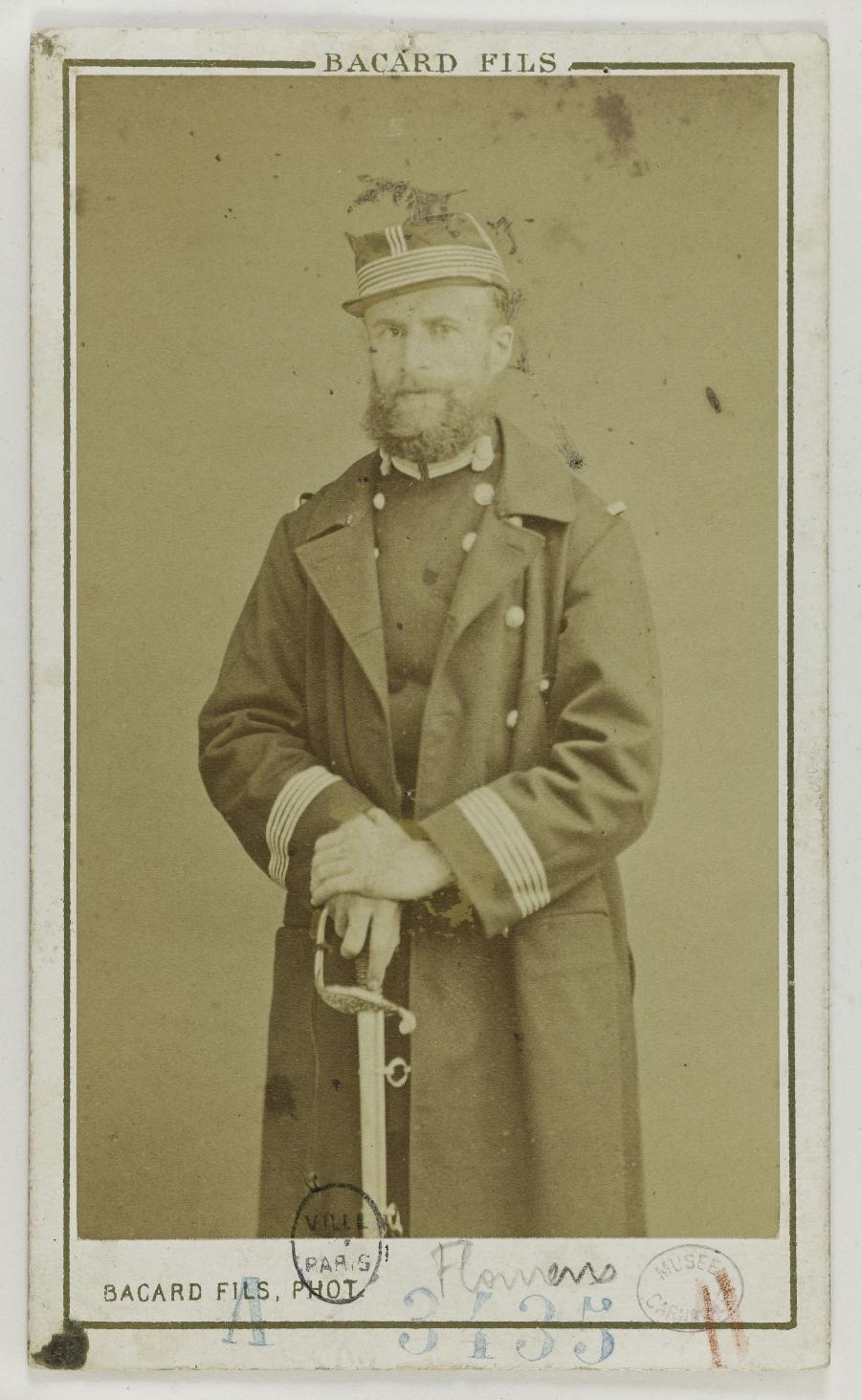
Gustave Flourens

Republicà roig, assumí la causa dels insurgents cretencs contra l'Imperi Otomà i demanà en favor d'ells a les persones avançades a tot Europa, entre elles Victor Hugo, l'ex-competidor sense èxit del seu pare a l'Acadèmia Francesa. El 1866, va participar en la insurrecció de Creta amb el rang de capità. Va ser nomenat ambaixador de Creta amb el govern grec, sota la pressió del govern francès va ser expulsat a França.
A l'oposició política al Segon Imperi, va ser empresonat durant tres mesos el 1869. Es va convertir en columnista militar del diari La Marsellaise d'Henri Rochefort, i es va batre en duel contra Paul de Cassagnac, que el ferí a l'estómac. Després de la detenció de Rochefort el febrer de 1870, va fugir a Holanda i Anglaterra. L'agost de 1870, el Tribunal Superior amb seu a Blois el va condemnar a sis anys de presó in absentia.
Va tornar a França després de la proclamació de la República el 4 de setembre de 1870, va ser elegit cap d'un batalló de la Guàrdia Nacional de Belleville i fou un dels organitzadors de la revolta el 31 d'octubre de 1870 contra la política jutjada massa tèbia del Govern de Defensa Nacional. Empresonat, va ser alliberat pels homes de la Guàrdia Nacional comandats pel seu amic Amilcare Cipriani en la nit del 21 al 22 de gener de 1871. Va participar en la revolta dels parisencs el 18 de març de 1871 i va ser elegit membre de la Comuna pel 19è districte, i va nomenar general i a càrrec de la defensa del París revolucionari. Partidari de l'ofensiva desastrosa dels comunards contra Versalles, va ser assassinat el 3 d'abril de 1871 a Rueil, quan va ser desarmat pel capità de gendarmeria Desmaret (Jean-Marc Démaret), futur jutge de pau a la Garnache a Vendée i protegit del comte de Baudry d'Asson.
Una unitat militar a la ciutat va ser nomenada en el seu honor: els "venjadors de Flourens". Està enterrat al costat del seu pare al cementiri del Père-Lachaise a París (66a divisió).
Membre de societats de Lliure Pensament, va participar en les activitats des del seu exili, escrivint a La Raison del 12 de març de 1870 L'enemi c'est Dieu. El principi de la saviesa és l'odi de Déu (...) aquesta terrible mentida que fa sis mil anys, enutja, embruteix, esclavitza la pobre humanitat.